# Небојша Ђурић (атлетичар)
Небојша Ђурић  је спортиста инвалид из Србије. Такмичи се у бацању диска у класификацији Ф56 и бацању кугле у класификацији Ф55.

## Каријера
Освојио је златну медаљу у бацању диска Ф56 на Европском првенству 2018. и бронзану медаљу у бацању кугле Ф55 на Светском првенству 2019. у Дубаију. новембра 2010. године учествовао је у саобраћајној несрећи која је за последицу имала парализу испод појаса.
На Летњим параолимпијским играма 2024. одржаним у Паризу, Небојша Ђурић је у дисциплини бацање кугле освојио сребрну медаљу са даљином од 11,98 m уз бацачку серију 11.69, 11.98, 11.47, 11.93, 11.77, 11.95.
Током  игара дошло је до контраверзе. Одлуком судијског жирија прво је Ђурић дисквалификован и одузета му је сребрна медаља, како је наведено „због  реквизита које је користио”. После узвраћене жалбе од стране Параолимпијског комитета Србије, пошто су утврдили да се све то десило процедуралном грешком, резултати и медаља су му враћени.